# Колпаки (гора)
Колпаки́ — гора в восточной части Горнозаводского района Пермского края, к северо-востоку от горы Вижайский Камень, в 5 км к северу от посёлка Промысла. Ландшафтный памятник природы регионального значения. Общая площадь охраняемой территории 156,3 га. Возвышенность является частью водораздела Камы и Оби.

## Ороним
Гора получила название от столбообразных останцов, находящихся на её вершине и похожих на шапки-колпаки. По другой версии, появлению названия способствовала конусная форма самой горы и её возвышение относительно окружающей местности. Местное название горы — «Пальцы».

## История
Чупин Н. К. в Словаре Пермской губернии приводит цитату из исследований дачи Гороблагодатских заводов Э. К. Гофмана 1868 года: «С вершины Колпаковского Камня открывается обширный вид на окрестность. Гора Кочканар лежит к западо-северо-западу и ясно видна; к северу от неё видны Павдинский и Конжаковский Камни, к юго-востоку гора Благодать и Кушвинский завод. Нижне-Туринский завод, деревню Талицу и Имянную можно ясно различить. Высота вершины, по барометру, равна 1287 футов над уровнем моря.».

## Описание
Гора имеет округлую форму длиной 2 км, высота 614,7 м. Гребень широкий, ближе к конусообразной вершине скалистый. Западный склон наиболее крутой. В привершинной части находится большое количество останцов выветривания высотой до 20 метров, получивших местное название «Длинные Пальцы». Гряда скальных выходов протяжённостью 50—70 м вытянута от главной вершины вниз по склону в северо-западном направлении. Группа скал меньшей высоты есть также на южном склоне горы. К западу от вершины крутые скальными обрывами образовано пространство циркообразной формы, посреди которого расположена башнеобразная скала высотой 20 м, получившая местное название «Чёртов Палец».
Гора является стратотипом колпаковской свиты ордовика, выделенной в 1951 году А. А. Кухаренко. Гора сложена преимущественно кварцевыми сланцами, а также туфопесчаниками, туффитами, кварцитами, кварцевыми песчаниками и алевролитами нижнеордовикского возраста. Является частью водораздела Камы и Оби.
В 1905 году на склонах горы были высажены сосны. В настоящее время наблюдается смена соснового леса на еловый. Территория площадью 180 га была объявлена ландшафтным памятником природы. Здесь произрастает более 60 видов растений, в том числе такие редкие, как гвоздика иглолистная и тимьян Талиева, занесённые в Красную книгу Пермского края.
Гора является популярный объектом для туристических походов, местом тренировок скалолазов. В 1981 году объявлена ландшафтным памятником природы. С вершины открывается вид на гору Качканар, Промысла и Тёплую гору, хребты Хмели и Басеги.
На смотровой площадке горы снималась одна из сцен документального фильма «Хребет России», где гора символизирует границу Европы и Азии.

## Гидрография
На западном склоне горы берёт начало река Рудная, на восточном — правый приток Большой Именной. К западу от горы протекает Койва.

## Галерея

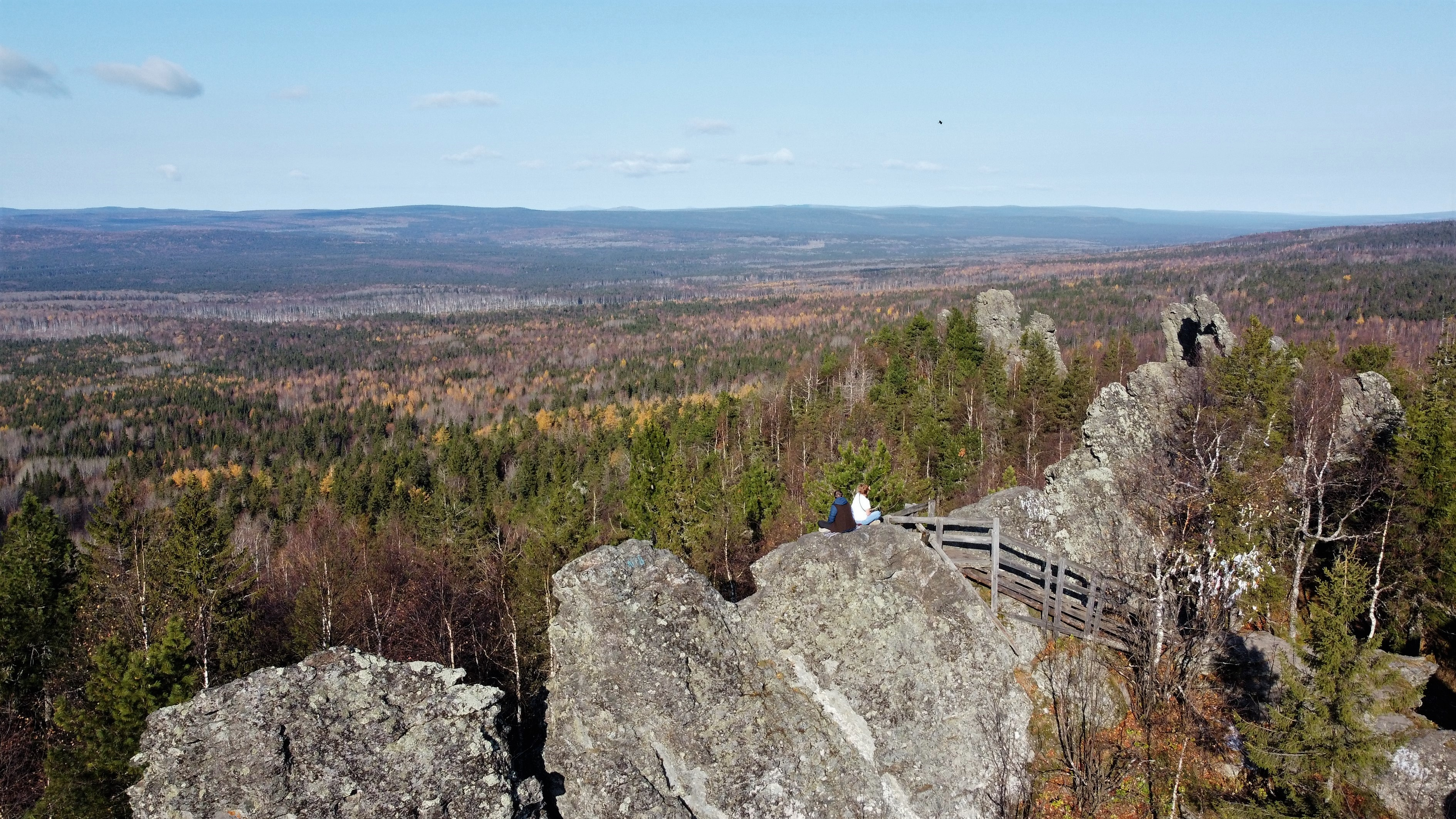
Останцы на вершине горы
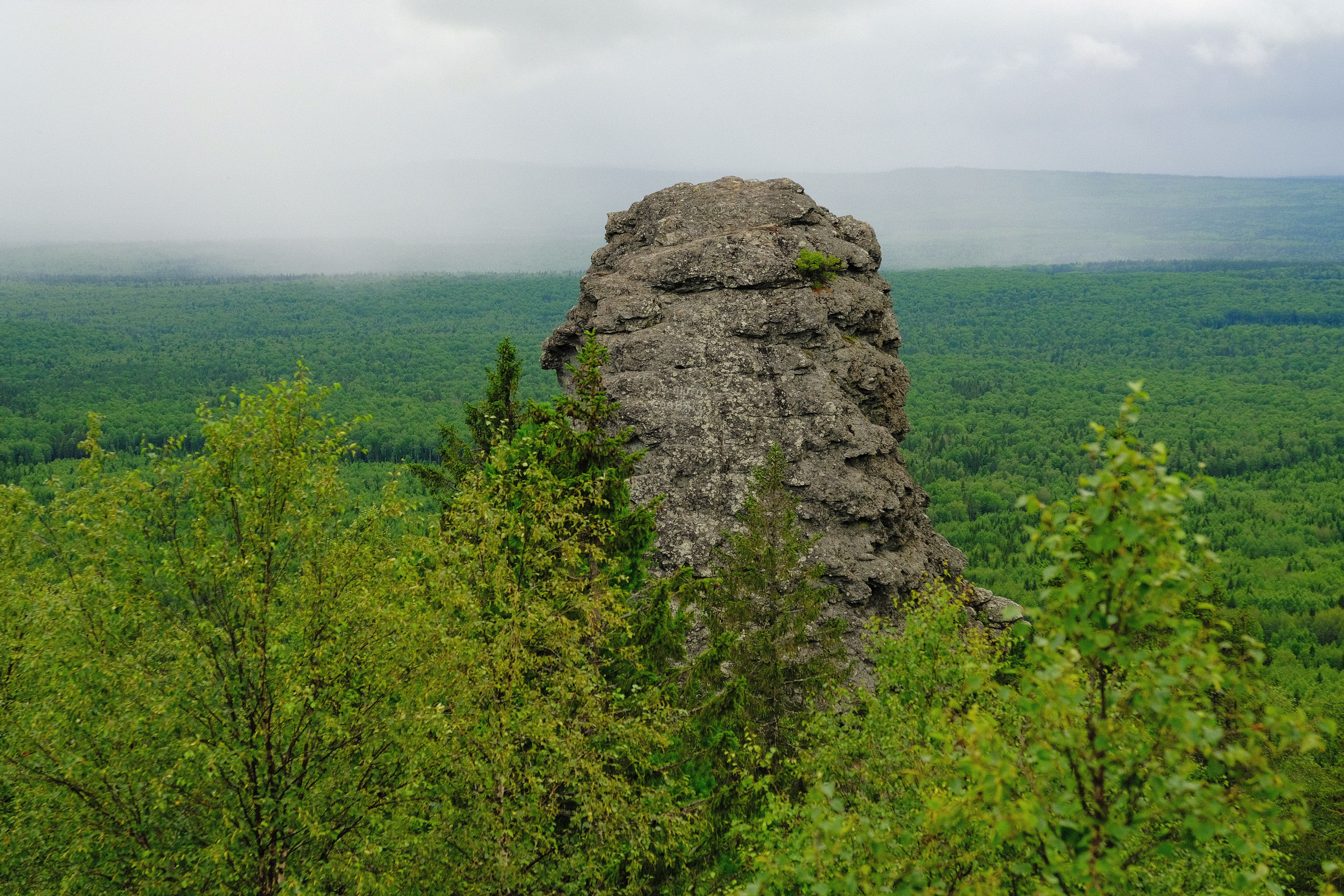
Останец «Чёртов палец»
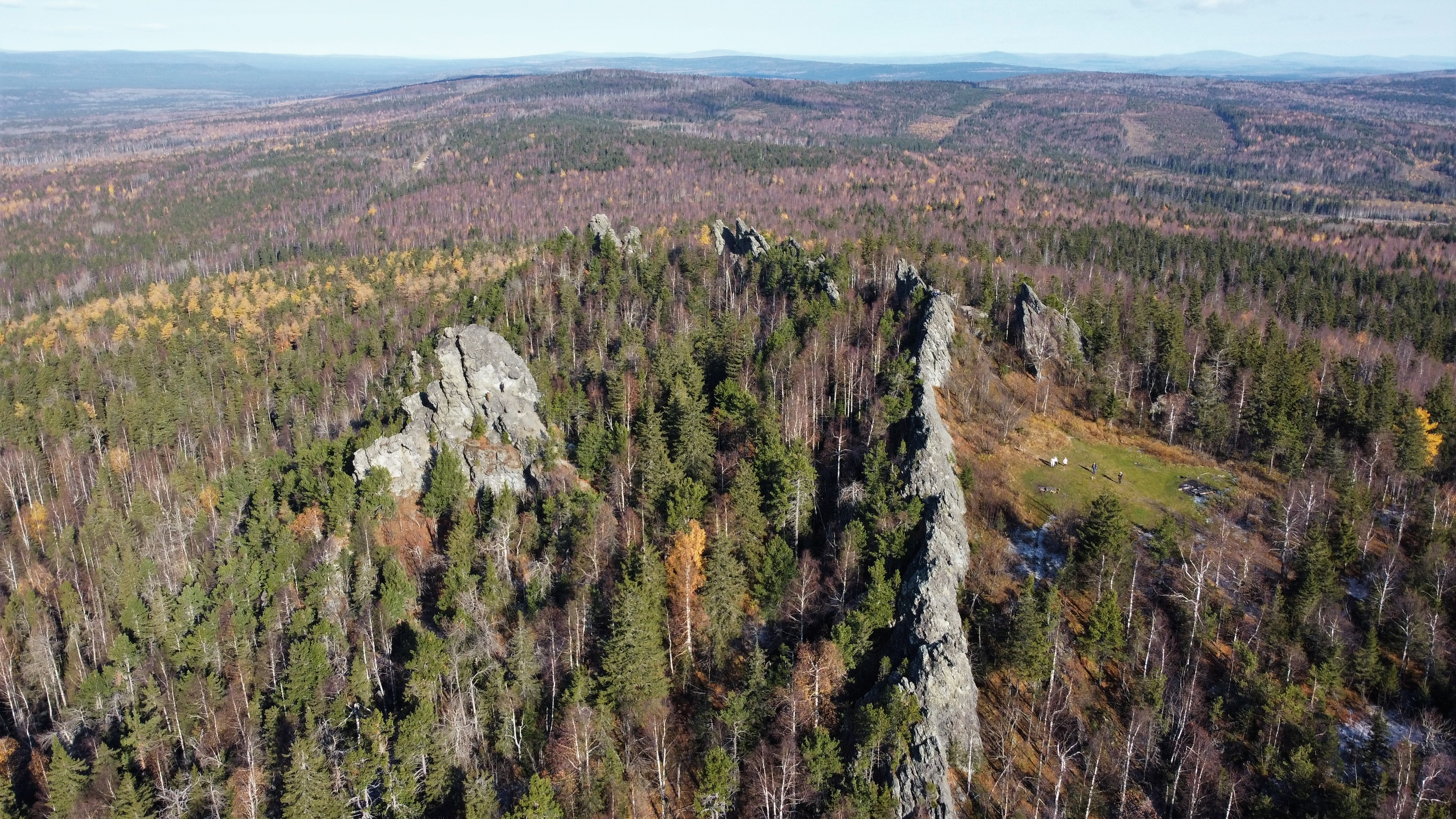
Вид с высоты
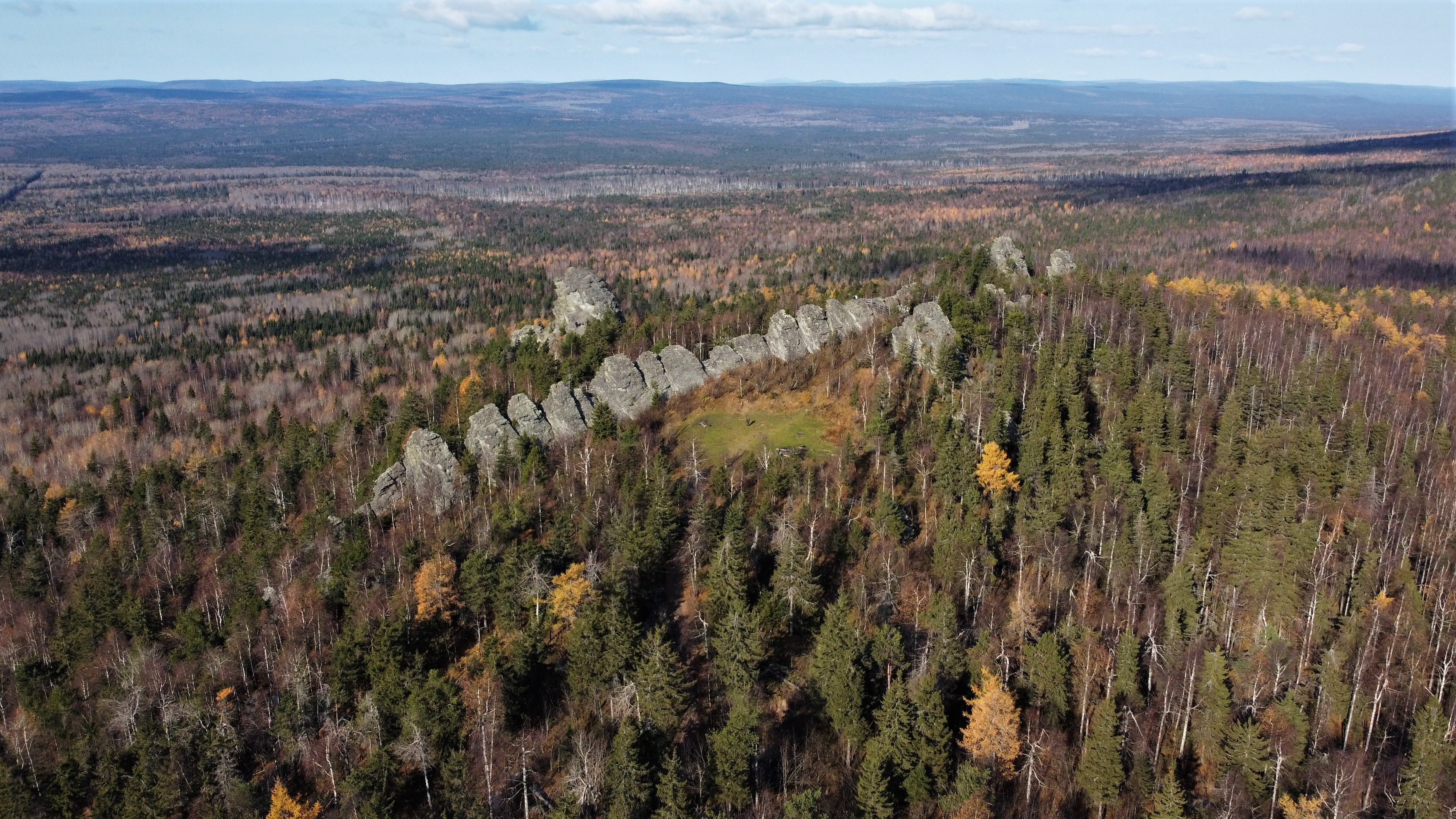
Вид с высоты
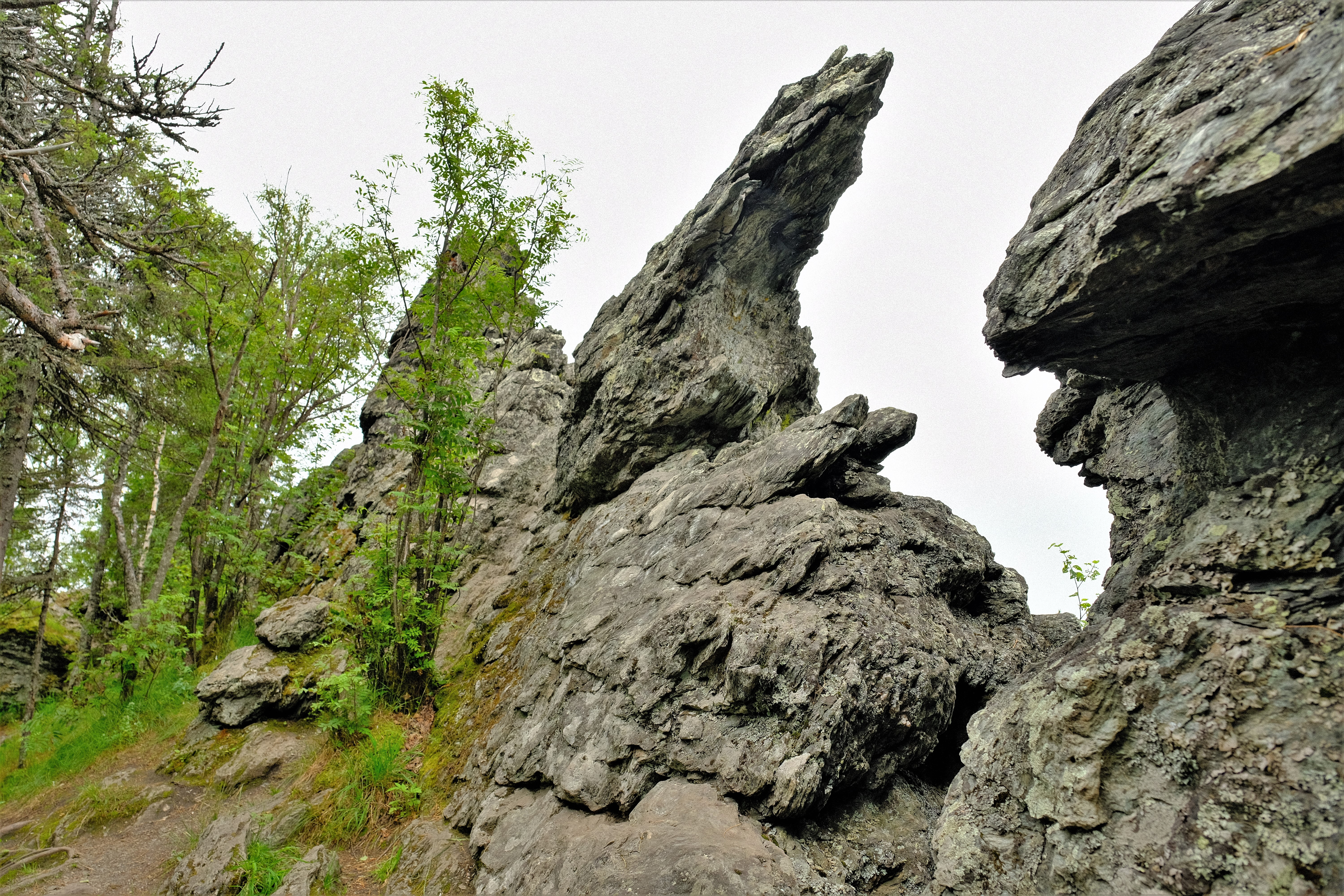
Останцы на вершине горы
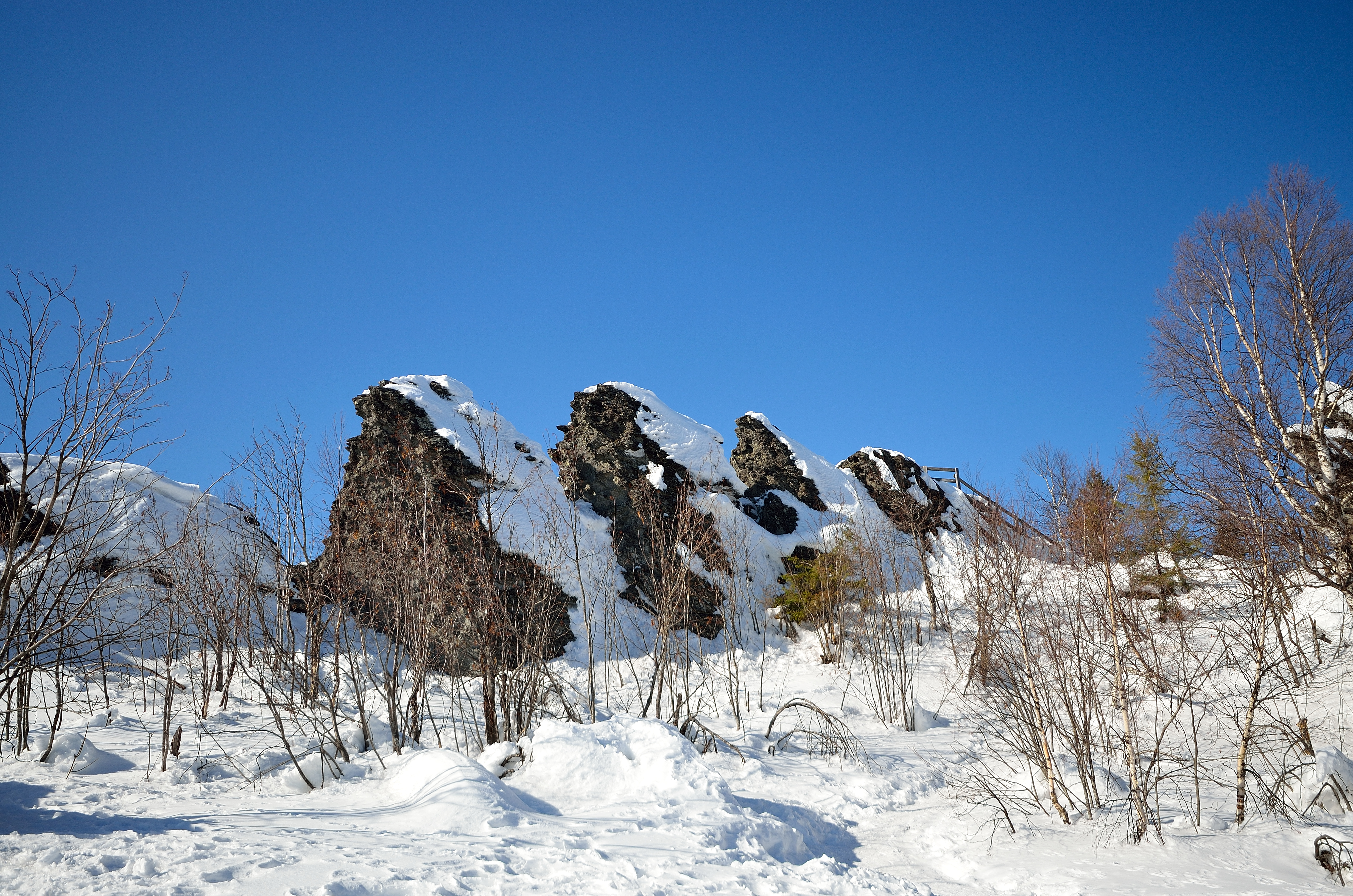
Гора зимой
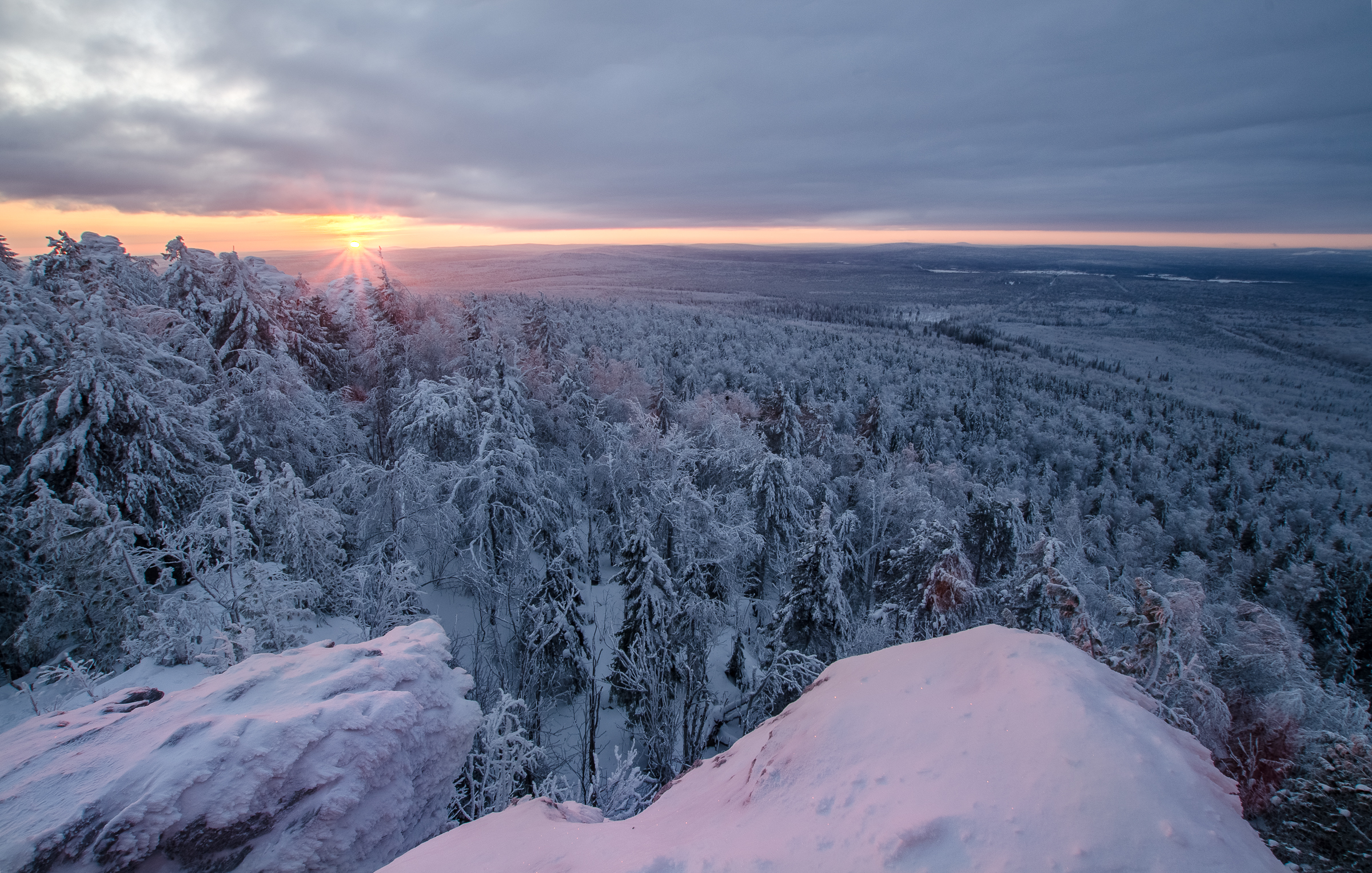
Вид с вершины